# Segunda División 1973/74
Die Segunda División 1973/74 war die 43. Spielzeit der zweithöchsten spanischen Fußballliga. Sie begann am 2. September 1973 und endete am 26. Mai 1974. Zwischen dem 9. und 16. Juni 1974 wurden die Relegationsspiele ausgetragen. Meister wurde Betis Sevilla.

## Vor der Saison
Die 20 Mannschaften trafen an 38 Spieltagen jeweils zweimal aufeinander. Die drei besten Mannschaften stiegen in die Primera División auf.
Die letzten vier Vereine stiegen direkt ab, die Teams auf den Plätzen 13 bis 16 mussten in der Relegation gegen den Abstieg kämpften.
Als Absteiger aus der Primera División nahmen Betis Sevilla, Deportivo La Coruña und Burgos CF teil. Aus der Tercera División kamen UD Levante, Linares CF, CD Ourense und UD Salamanca.

## Abschlusstabelle
| Pl. | Verein                  | Sp. | S  | U  | N  | Tore    | Diff. | Punkte |
| --- | ----------------------- | --- | -- | -- | -- | ------- | ----- | ------ |
| 1.  | Betis Sevilla (A)       | 38  | 19 | 13 | 6  | 069:310 | +38   | 51:25  |
| 2.  | Hércules Alicante       | 38  | 20 | 9  | 9  | 051:340 | +17   | 49:27  |
| 3.  | UD Salamanca (N)        | 38  | 20 | 8  | 10 | 053:390 | +14   | 48:28  |
| 4.  | CD Teneriffa            | 38  | 19 | 8  | 11 | 057:410 | +16   | 46:30  |
| 5.  | FC Cádiz                | 38  | 18 | 10 | 10 | 052:370 | +15   | 46:30  |
| 6.  | Gimnàstic de Tarragona  | 38  | 16 | 9  | 13 | 046:400 | +6    | 41:35  |
| 7.  | Real Valladolid         | 38  | 16 | 9  | 13 | 061:500 | +11   | 41:35  |
| 8.  | UE Sant Andreu          | 38  | 16 | 7  | 15 | 047:380 | +9    | 39:37  |
| 9.  | FC Sevilla              | 38  | 15 | 9  | 14 | 048:400 | +8    | 39:37  |
| 10. | Barakaldo Club          | 38  | 14 | 11 | 13 | 049:520 | −3    | 39:37  |
| 11. | RCD Mallorca            | 38  | 12 | 15 | 11 | 036:320 | +4    | 39:37  |
| 12. | CD Ourense (N)          | 38  | 13 | 12 | 13 | 043:450 | −2    | 38:38  |
| 13. | FC Córdoba              | 38  | 16 | 6  | 16 | 058:580 | ±0    | 38:38  |
| 14. | Rayo Vallecano          | 38  | 14 | 5  | 19 | 039:510 | −12   | 33:43  |
| 15. | CE Sabadell             | 38  | 11 | 11 | 16 | 035:520 | −17   | 33:43  |
| 16. | Burgos CF (A)           | 38  | 13 | 6  | 19 | 034:440 | −10   | 32:44  |
| 17. | CA Osasuna              | 38  | 10 | 8  | 20 | 036:630 | −27   | 28:48  |
| 18. | Deportivo La Coruña (A) | 38  | 11 | 6  | 21 | 030:560 | −26   | 28:48  |
| 19. | UD Levante (N)          | 38  | 10 | 7  | 21 | 037:480 | −11   | 27:49  |
| 20. | Linares CF (N)          | 38  | 8  | 9  | 21 | 029:590 | −30   | 25:51  |

Platzierungskriterien: 1. Punkte – 2. Direkter Vergleich (Punkte, Tordifferenz, geschossene Tore) – 3. Tordifferenz – 4. geschossene Tore

| (A) | Absteiger der Saison 1972/73       |
| (N) | Neuaufsteiger der Tercera División |

## Relegation
|                | Gesamt |             | Hinspiel | Rückspiel |
| -------------- | ------ | ----------- | -------- | --------- |
| CD Mestalla    | 0:2    | CE Sabadell | 0:0      | 0:2       |
| FC Córdoba     | 5:4    | AD Almería  | 3:1      | 2:3       |
| Rayo Vallecano | 5:1    | UP Langreo  | 5:0      | 0:1       |
| Burgos CF      | 3:2    | SD Eibar    | 2:0      | 1:2       |

Alle Vereine blieben in ihren jeweiligen Ligen.

## Nach der Saison
Aufsteiger in die Primera División
- 01. – Betis Sevilla
- 02. – Hércules Alicante
- 03. – UD Salamanca

 Absteiger in die Tercera División
- 17. – CA Osasuna
- 18. – Deportivo La Coruña
- 19. – UD Levante
- 20. – Linares CF

 Absteiger aus der Primera División
- CD Castellón
- Racing Santander
- Real Oviedo

 Aufsteiger in die Segunda División
- Barcelona Atlètic
- Cultural Leonesa
- Deportivo Alavés
- Recreativo Huelva